# Haplopappus schumannii
Haplopappus schumannii là một loài thực vật có hoa trong họ Cúc. Loài này được (Kuntze) G.K.Br. & W.D.Clark mô tả khoa học đầu tiên năm 1982.